# Liste der Baudenkmäler in Proveis
Die Liste der Baudenkmäler in Proveis (italienisch Proves) enthält die zehn als Baudenkmäler ausgewiesenen Objekte auf dem Gebiet der Gemeinde Proveis in Südtirol.
Basis ist das im Internet einsehbare offizielle Verzeichnis der Baudenkmäler in Südtirol. Dabei kann es sich beispielsweise um Sakralbauten, Wohnhäuser, Bauernhöfe und Adelsansitze handeln. Die Reihenfolge in dieser Liste orientiert sich an der Bezeichnung, alternativ ist sie auch nach der Adresse oder dem Datum der Unterschutzstellung sortierbar.

## Liste
| Foto |                 | Bezeichnung                                                    | Standort                    | Eintragung                   | Beschreibung                  | Metadaten                                        |
| ---- | --------------- | -------------------------------------------------------------- | --------------------------- | ---------------------------- | ----------------------------- | ------------------------------------------------ |
| BW   | Datei hochladen | Baumann ID: 16577                                              | 46° 28′ 55″ N, 11° 1′ 26″ O | 17. Sep. 1984 (BLR-LAB 4620) | Ländliches Wohnhaus/Bauernhof | KG: Proveis Bauparzelle: 32                      |
| ja   | Datei hochladen | Lourdeskapelle ID: 16580                                       | 46° 28′ 43″ N, 11° 1′ 24″ O | 17. Sep. 1984 (BLR-LAB 4620) | Kapelle                       | KG: Proveis Bauparzelle: 141                     |
| ja   | Datei hochladen | Margarethenkapelle beim Unterweger ID: 16579                   | 46° 28′ 53″ N, 11° 1′ 28″ O | 17. Sep. 1984 (BLR-LAB 4620) | Kapelle                       | KG: Proveis Bauparzelle: 139                     |
| BW   | Datei hochladen | Mühle und Stampfe ID: 16582                                    | 46° 28′ 55″ N, 11° 1′ 44″ O | 23. Aug. 1988 (BLR-LAB 5424) | Mühle                         | KG: Proveis Bauparzelle: 128/2                   |
| BW   | Datei hochladen | Oberweger ID: 16576                                            | 46° 28′ 54″ N, 11° 1′ 25″ O | 17. Sep. 1984 (BLR-LAB 4620) | Ländliches Wohnhaus/Bauernhof | KG: Proveis Bauparzelle: 30                      |
| ja   | Datei hochladen | Pfarrkirche St. Nikolaus mit Kirchplatz und Friedhof ID: 16572 | 46° 28′ 35″ N, 11° 1′ 20″ O | 17. Sep. 1984 (BLR-LAB 4620) | Kirche                        | KG: Proveis Bauparzelle: 1/2 Grundparzelle: 3, 4 |
| ja   | Datei hochladen | Pfarrwidum ID: 16573                                           | 46° 28′ 35″ N, 11° 1′ 19″ O | 17. Sep. 1984 (BLR-LAB 4620) | Widum/Kanonikerhaus           | KG: Proveis Bauparzelle: 2                       |
| ja   | Datei hochladen | Untergampen (Mittelfaiden) ID: 16574                           | 46° 28′ 29″ N, 11° 1′ 21″ O | 16. Feb. 1987 (BLR-LAB 605)  | Ländliches Wohnhaus/Bauernhof | KG: Proveis Bauparzelle: 4                       |
| BW   | Datei hochladen | Unterpichl ID: 16575                                           | 46° 28′ 40″ N, 11° 1′ 32″ O | 17. Sep. 1984 (BLR-LAB 4620) | Ländliches Wohnhaus/Bauernhof | KG: Proveis Bauparzelle: 20                      |
| BW   | Datei hochladen | Wölfl ID: 16578                                                | 46° 29′ 3″ N, 11° 1′ 32″ O  | 17. Sep. 1984 (BLR-LAB 4620) | Ländliches Wohnhaus/Bauernhof | KG: Proveis Bauparzelle: 39, 40                  |

Falls bei einem Baudenkmal keine Koordinaten bekannt sind, werden ersatzweise die Katasterdaten zum Zeitpunkt der Unterschutzstellung angegeben. Diese sind weder offiziell noch zwingend aktuell.
Die vom Landesdenkmalamt übernommenen Adressen können veraltet sein.
| Foto:   | Fotografie des Denkmals. Klicken des Fotos erzeugt eine vergrößerte Ansicht. Daneben finden sich zwei Symbole: |
| ID      | Identifikator beim Südtiroler Landesdenkmalamt                                                                 |
| KG      | Katastralgemeinde                                                                                              |
| MD      | Ministerialdekret                                                                                              |
| BLR-LAB | Beschluss der Landesregierung – Landesausschussbeschluss                                                       |